# Ilderlei Cordeiro
Ilderlei Cordeiro (Cruzeiro do Sul, 28 de junho de 1977) é um empresário e político brasileiro. Filiado ao Progressistas. Foi prefeito de Cruzeiro do Sul (AC), deputado federal pelo Acre e vice-prefeito de Cruzeiro do Sul. É filho do ex-deputado federal Ildefonço Cordeiro, falecido em um desastre aéreo em 2002.

## Escândalo das passagens aéreas
Em 2016 foi denunciado pela participação no Escândalo das passagens aéreas, ocorrido quando era deputado federal em 2009. O escândalo consistia no repasse da cota de viagens aéreas a terceiros – o benefício, custeado com dinheiro público, é privilégio exclusivo de parlamentares. Entre os 443 denunciados, foi o segundo que mais emitiu passagens: 388 bilhetes recebidos, o mesmo número que o deputado Pinto Itamaraty, e uma movimentação financeira de R$ 248.205,19, tudo custeado pelo contribuinte.